# Oprisavci
Oprisavci jsou vesnice a správní středisko stejnojmenné opčiny v Chorvatsku v Brodsko-posávské župě. Nachází se blízko hranic s Bosnou a Hercegovinou, asi 17 km východně od Slavonského Brodu. V roce 2011 žilo v Oprisavcích 886 obyvatel, v celé opčině pak 2 508 obyvatel.
Součástí opčiny je celkem osm trvale obydlených vesnic.
- Novi Grad – 303 obyvatel
- Oprisavci – 2 508 obyvatel
- Poljanci – 255 obyvatel
- Prnjavor – 232 obyvatel
- Stružani – 169 obyvatel
- Svilaj – 285 obyvatel
- Trnjanski Kuti – 345 obyvatel
- Zoljani – 33 obyvatel

Opčinou procházejí župní silnice Ž4188, Ž4210, Ž4216, Ž4217 a Ž4219. Severně protéká řeka Biđ, jižně řeka Sáva. Na území opčiny se nachází křižovatka dálnic A3 a A5, nazývaná Čvor Sredanci podle vesnice Sredanci v sousední opčině Donji Andrijevci. V budoucnosti zde bude vystavěn dálniční most přes řeku Sávu a hraniční přechod s Bosnou a Hercegovinou.